# Studenten (film)
Studenten är en svensk TV-film i regi av Kjell Grede med manus av Ingrid Dahlberg. Filmen visades i SVT2 den 28 april 1982. Filmen innebar såväl Sissela Kyles som Maria Kulles första filmroller.

## Rollista
- Jan Modin - Erik
- Sissela Kyle - Majken
- Jan-Olof Strandberg - Axel Rehnberg
- Gun Arvidsson - Ingegerd Rehnberg
- Lars Amble - Flodström
- Inga Gill - Kerstin
- Göthe Grefbo - herr Kjellander
- Marianne Karlbeck - fru Kjellander
- Maria Kulle - Anna
- Peter Stormare - Gösta
- Göran Thorell - Sven
- Anneli Tulldahl - Katarina
- Johan wahlström - Fritz
- Jessica Zandén - Angelique